# François-Xavier Baudot
Ne doit pas être confondu avec François Baudot.
Pour les articles homonymes, voir Baudot.
François-Xavier Baudot, né le 29 décembre 1760 à Rennes et mort le 4 décembre 1810 à Saint-Brieuc, est un homme politique français.

## Biographie
François-Xavier Baudot est le fils de Jean Baudot, négociant à Rennes, et de Françoise Brossay Saint-Marc.
Baudot était inspecteur des domaines lorsqu'il fut élu, le 28 germinal an V, député de la Loire-Inférieure au Conseil des Cinq-Cents, où il ne prit jamais la parole.

## Sources
- « François-Xavier Baudot », dans Adolphe Robert et Gaston Cougny, Dictionnaire des parlementaires français, Edgar Bourloton, 1889-1891 [détail de l’édition]